# Hugo Chamberlain
Hugo Chamberlain Trejos (ur. 14 listopada 1934 w San José, zm. 11 listopada 2023 tamże) – kostarykański strzelec specjalizujący się głównie w strzelaniu z karabinu. Trzykrotny olimpijczyk, trzykrotny uczestnik igrzysk panamerykańskich, wielokrotny medalista igrzysk Ameryki Środkowej i Karaibów. Ma na koncie ponad 40 tytułów mistrza kraju.

## Życiorys
Hugo Chamberlain urodził się 14 listopada 1934 roku w rodzinie Hugo Chamberlaina Sr. i Eugenii Trejos Fernández. Uczęszczał m.in. do szkoły podstawowej Escuela Buenaventura Corrales.
Po raz pierwszy zetknął się ze strzelectwem w wieku 9 lat. Wydarzyło się to najpewniej za sprawą jego ojca, który wprowadził syna w tajniki posługiwania się bronią. Strzelali do butelek, kamieni i innych obiektów na farmie dziadka małego Hugo. Kiedy Hugo ukończył 15 lat, ojciec podarował mu nowy karabin o kalibrze 22, dzięki któremu mógł poprawić technikę strzelania. Po tych wydarzeniach Hugo zaczął poważnie myśleć o udziale w zawodach strzeleckich.
W 1953 roku Chamberlain po raz pierwszy wziął udział w turnieju strzeleckim. Następnie, przez kolejnych kilka lat, startował w zawodach rangi lokalnej. Jego trenowaniem zajął się Carlos Pacheco.
W 1960 roku wziął udział w mistrzostwach Kostaryki. Zdobył tytuł wicemistrza kraju w konkurencji strzelania z karabinu w trzech pozycjach z odległości 200 metrów. W kolejnym roku zdobył w tej konkurencji tytuł mistrzowski; ponadto został mistrzem w strzelaniu z pistoletu szybkostrzelnego i wicemistrzem w zawodach karabinu w trzech postawach z odległości 200 metrów. Aż do 2004 roku zdobywał tytuły mistrza kraju w strzelaniu z karabinu (w trzech postawach); w latach 1961–2004 zdobył w tych konkurencjach 42 tytuły mistrzowskie.
Osiągał także sukcesy na mistrzostwach Ameryki Środkowej.
W 1968 wystąpił na igrzyskach olimpijskich. Zajął 57. miejsce w konkurencji karabinu małokalibrowego w trzech postawach z odległości 50 m, oraz 66. miejsce w strzelaniu z karabinu małokalibrowego w pozycji leżącej (z tej samej odległości). Na igrzyskach w Monachium (1972) i Montrealu (1976) startował w tych samych konkurencjach. Zajmował odpowiednio: 56. i 68. miejsce w Monachium, oraz 54. i 68. miejsce (ex aequo z dwoma zawodnikami) w Montrealu.
W latach 1971, 1975 i 1979 występował na igrzyskach panamerykańskich, jednak ani razu nie zbliżył się do miejsca medalowego.
Chamberlain jest wielokrotnym medalistą igrzysk Ameryki Środkowej i Karaibów – zdobywał medale zarówno w zmaganiach indywidualnych, jak i drużynowych.
Żonaty z Maríą de los Ángeles Argüello; mieli czworo dzieci (synów: Óscara, Kénnetha i Paula, oraz córkę Elenę). Mieli również czworo wnucząt.

### Wyniki olimpijskie
| Igrzyska | Konkurencja                               | Wynik | Miejsce     | Źródło |
| -------- | ----------------------------------------- | --- | ----------- | ------ |
| IO 1968  | Karabin małokalibrowy, trzy postawy, 50 m | 1064 punkty W pozycji leżącej: 387 punktów (97-97-99-94) W pozycji klęczącej: 369 punktów (93-92-92-92) W pozycji stojącej: 308 punktów (83-73-83-69)  | 57 (na 62)  | [ 4 ]  |
| IO 1968  | Karabin małokalibrowy leżąc, 50 m         | 583 punkty (95-99-97-98-98-96) | 66 (na 86)  | [ 5 ]  |
| IO 1972  | Karabin małokalibrowy, trzy postawy, 50 m | 1086 punktów W pozycji leżącej: 388 punktów (98-98-96-96) W pozycji klęczącej: 337 punktów (87-86-82-82) W pozycji stojącej: 361 punktów (91-92-90-88) | 56 (na 69)  | [ 6 ]  |
| IO 1972  | Karabin małokalibrowy leżąc, 50 m         | 586 punktów (97-96-97-98-99-99) | 68 (na 101) | [ 7 ]  |
| IO 1976  | Karabin małokalibrowy, trzy postawy, 50 m | 1086 punktów W pozycji leżącej: 391 punktów (99-98-98-96) W pozycji klęczącej: 361 punktów (90-90-88-93) W pozycji stojącej: 334 punkty (84-85-80-85)  | 54 (na 57)  | [ 8 ]  |
| IO 1976  | Karabin małokalibrowy leżąc, 50 m         | 580 punktów (97-98-95-96-98-96) | 68T (na 78) | [ 9 ]  |